# Ошейниковая щурка
Оше́йниковая щу́рка (лат. Merops oreobates) — вид птиц из семейства щурковые. Обитает в Африке: Бурунди, Демократическая Республика Конго, Эфиопия, Кения, Руанда, Южный Судан, Танзания и Уганда. Птицы встречается в горных регионах на лесистых склонах и лесных опушках.

## Описание
Небольшая птица весом 17—38 грамм и с длиной тела около 20 см. Голова, задняя часть шеи, спина, крылья и хвост окрашены в зелёный цвет. От клюва к глазу и чуть далее тянется чёрная полоса. Клюв чёрный. Подбородок ярко-жёлтого цвета, ниже, на шее располагается полоска чёрного цвета. Брюшко окрашено в коричневый. Кончики крыльев и хвоста чёрные.

## Галерея

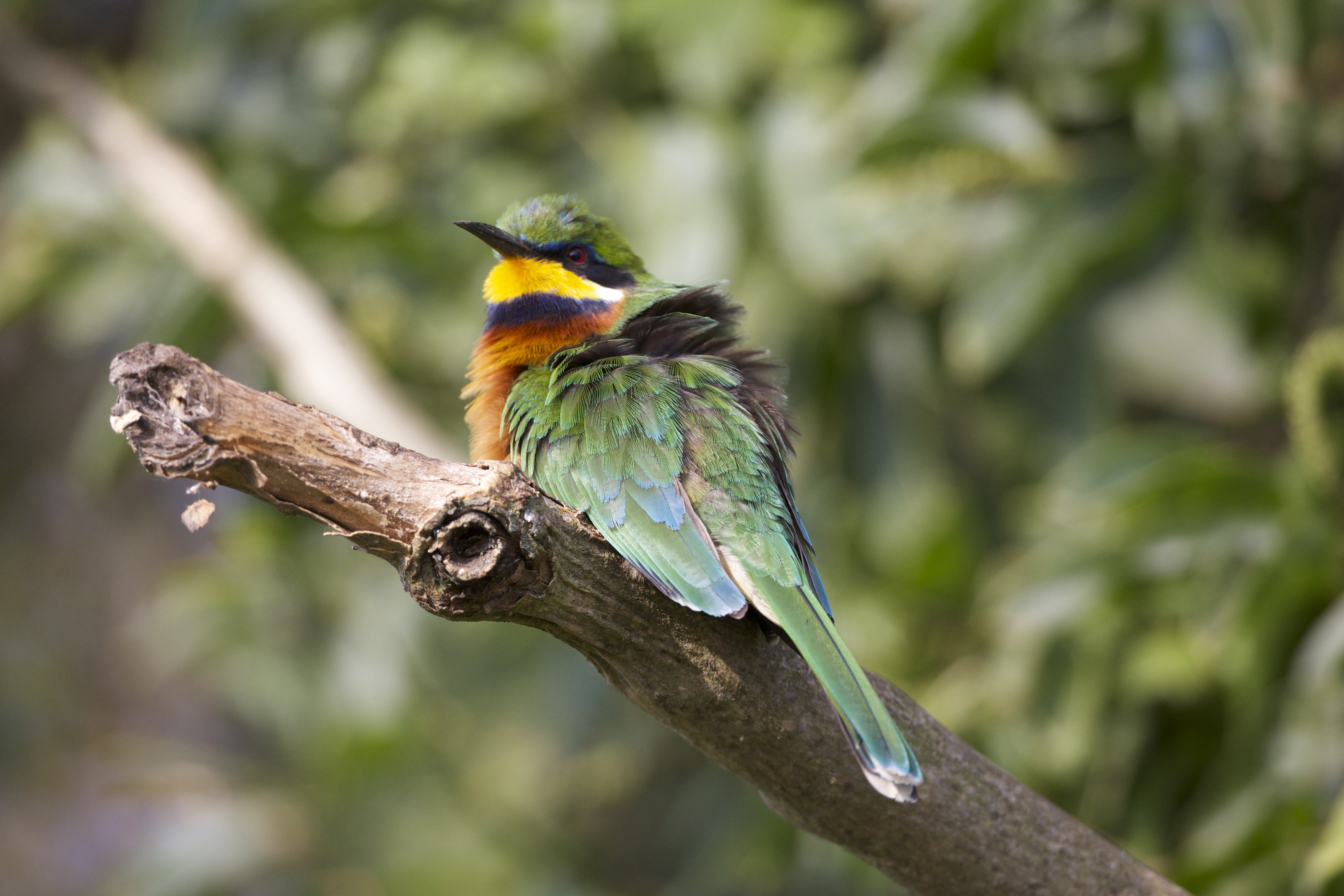
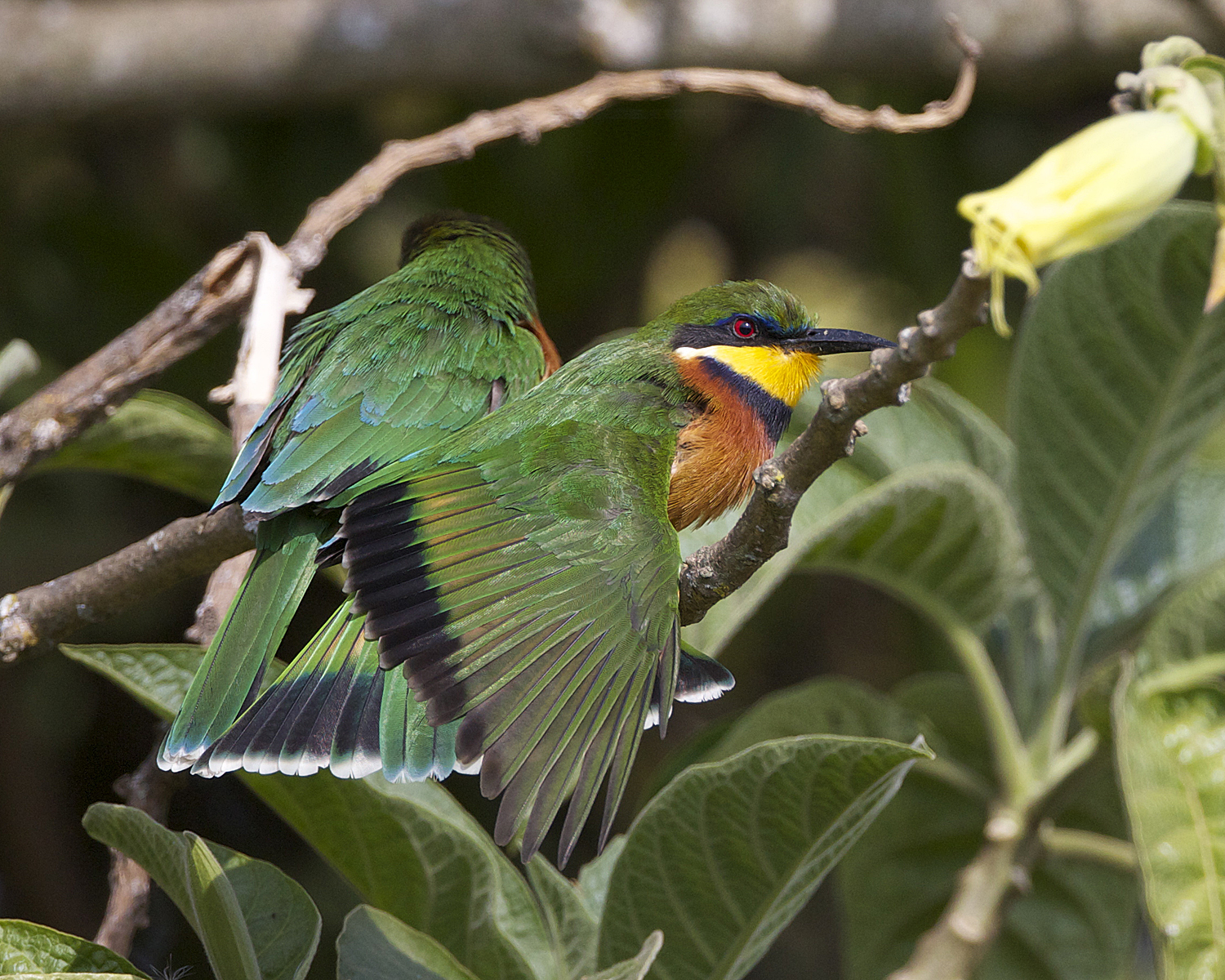
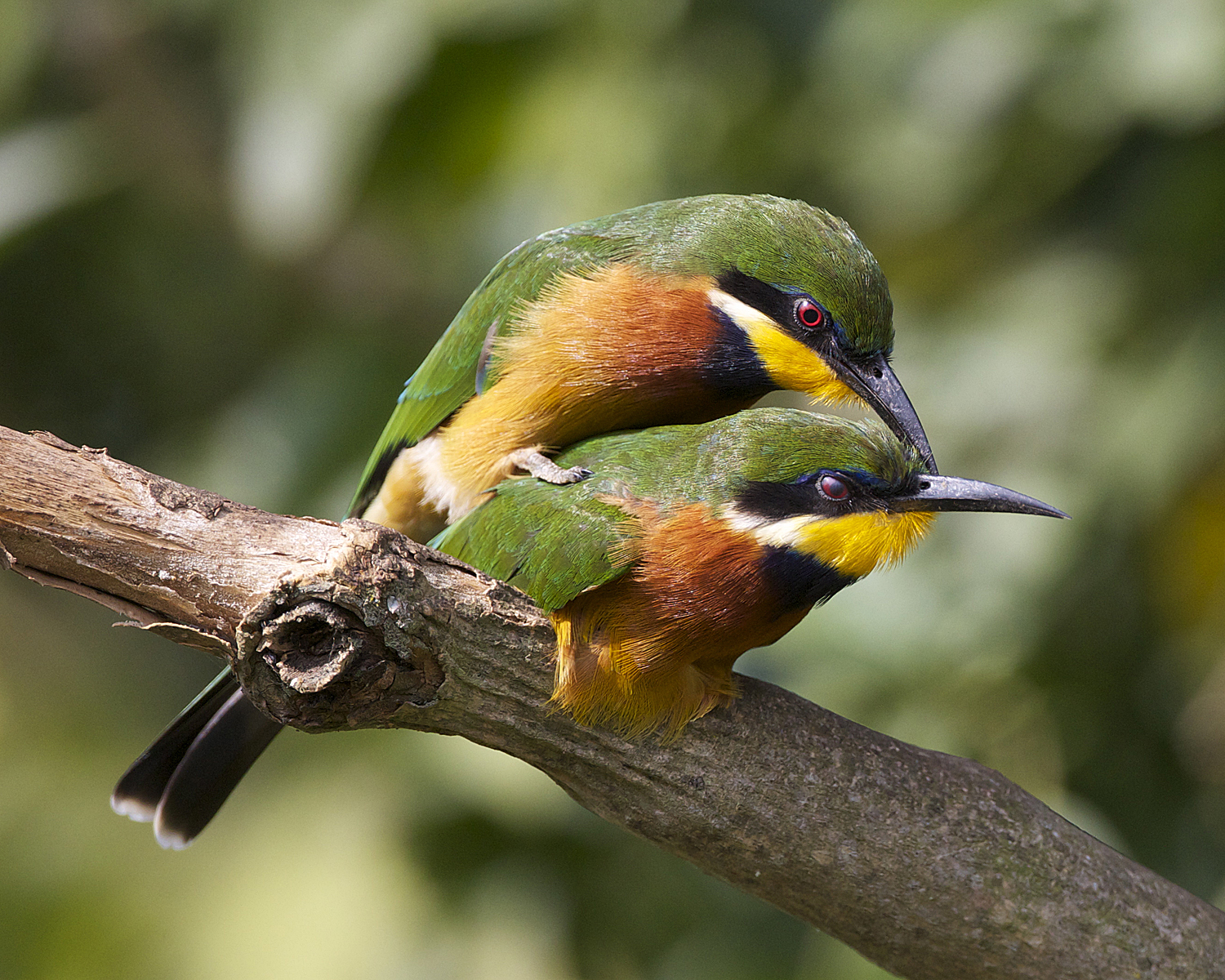
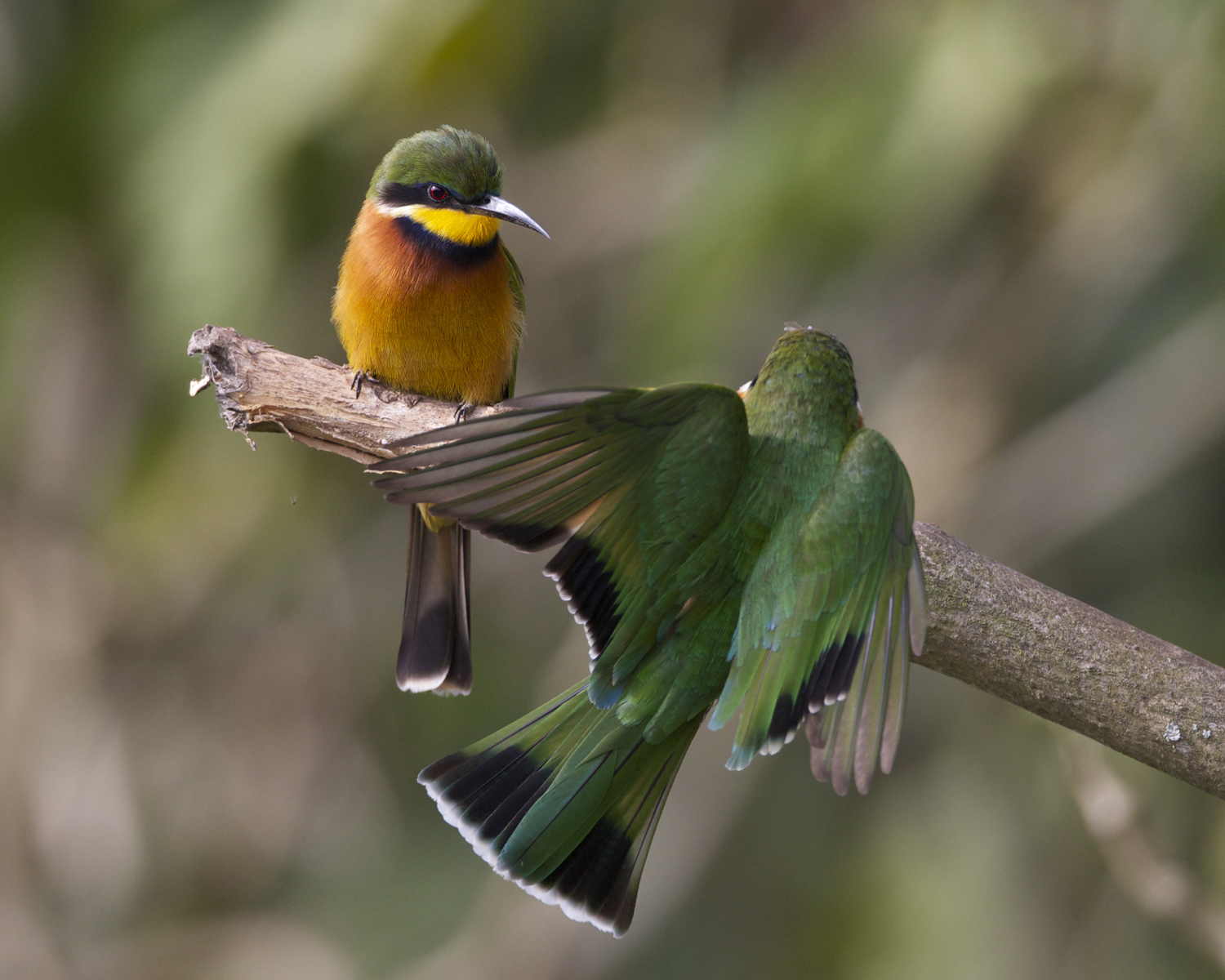
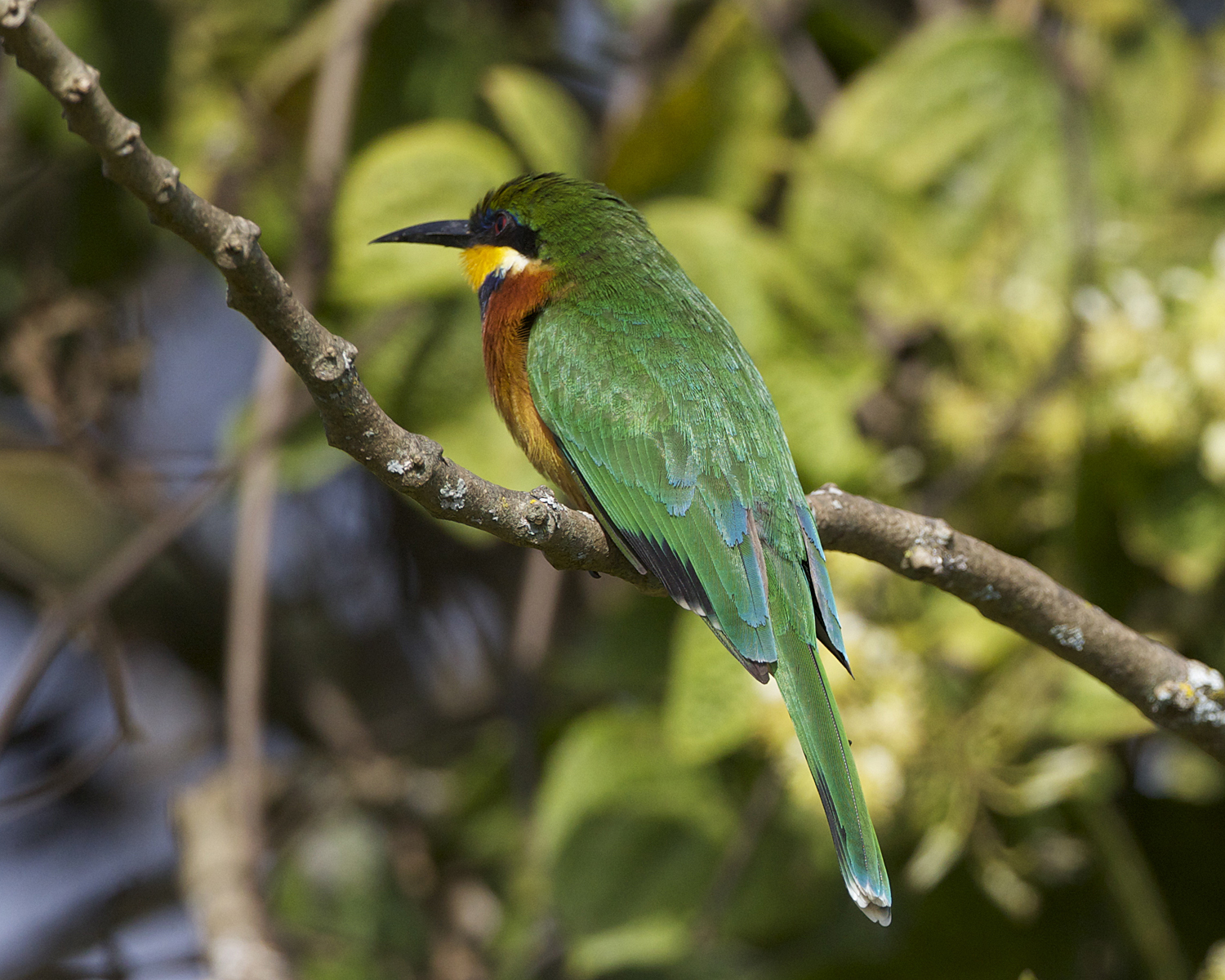
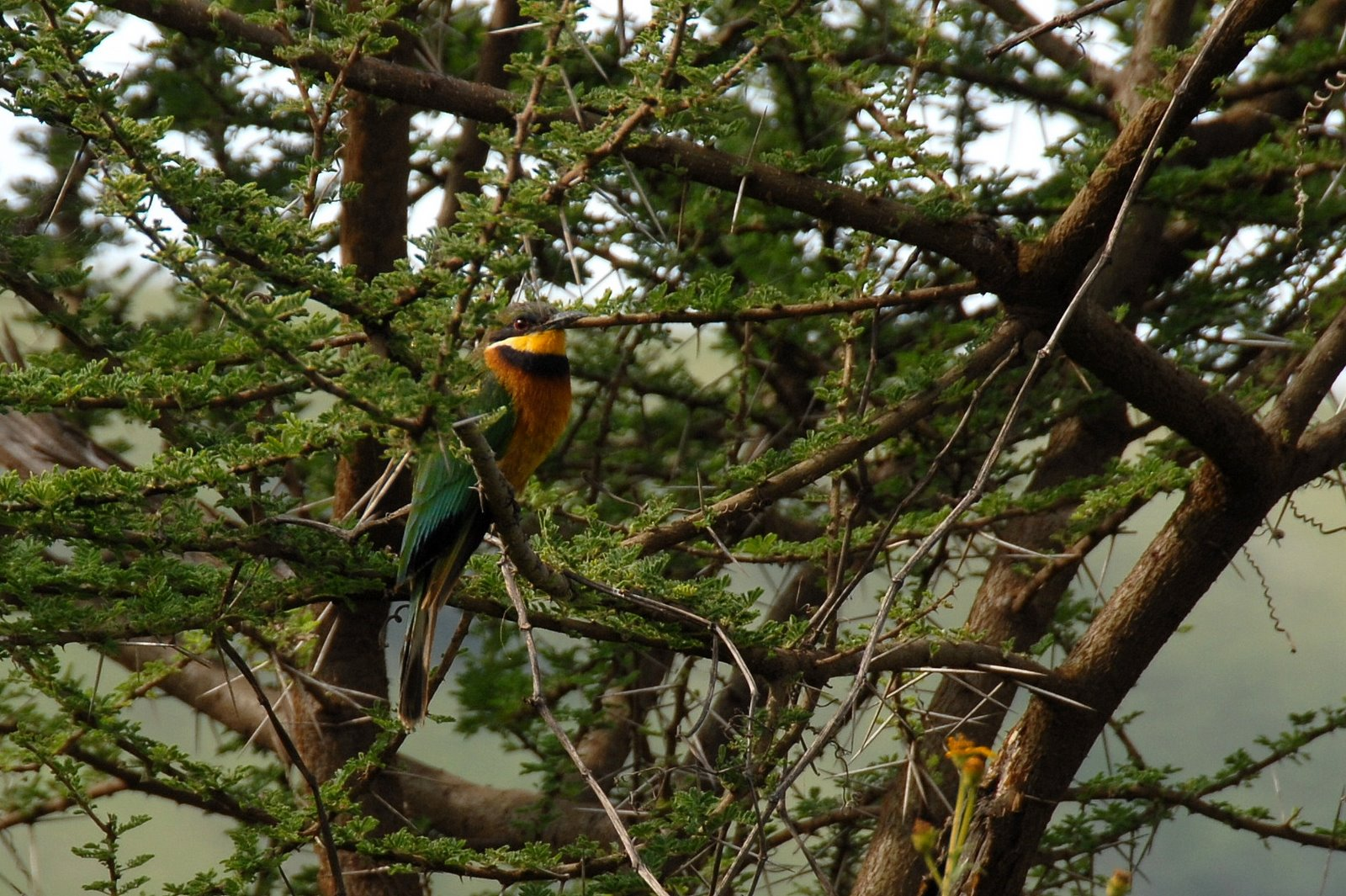
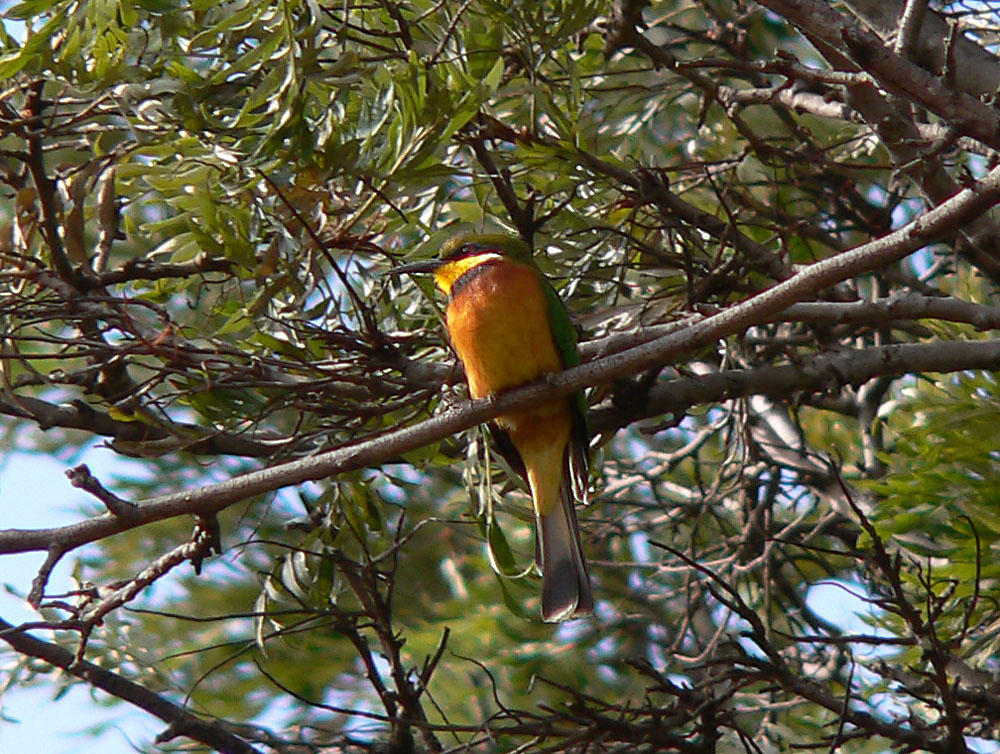
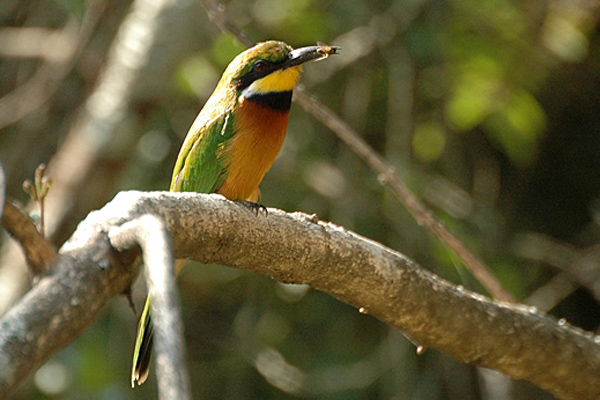
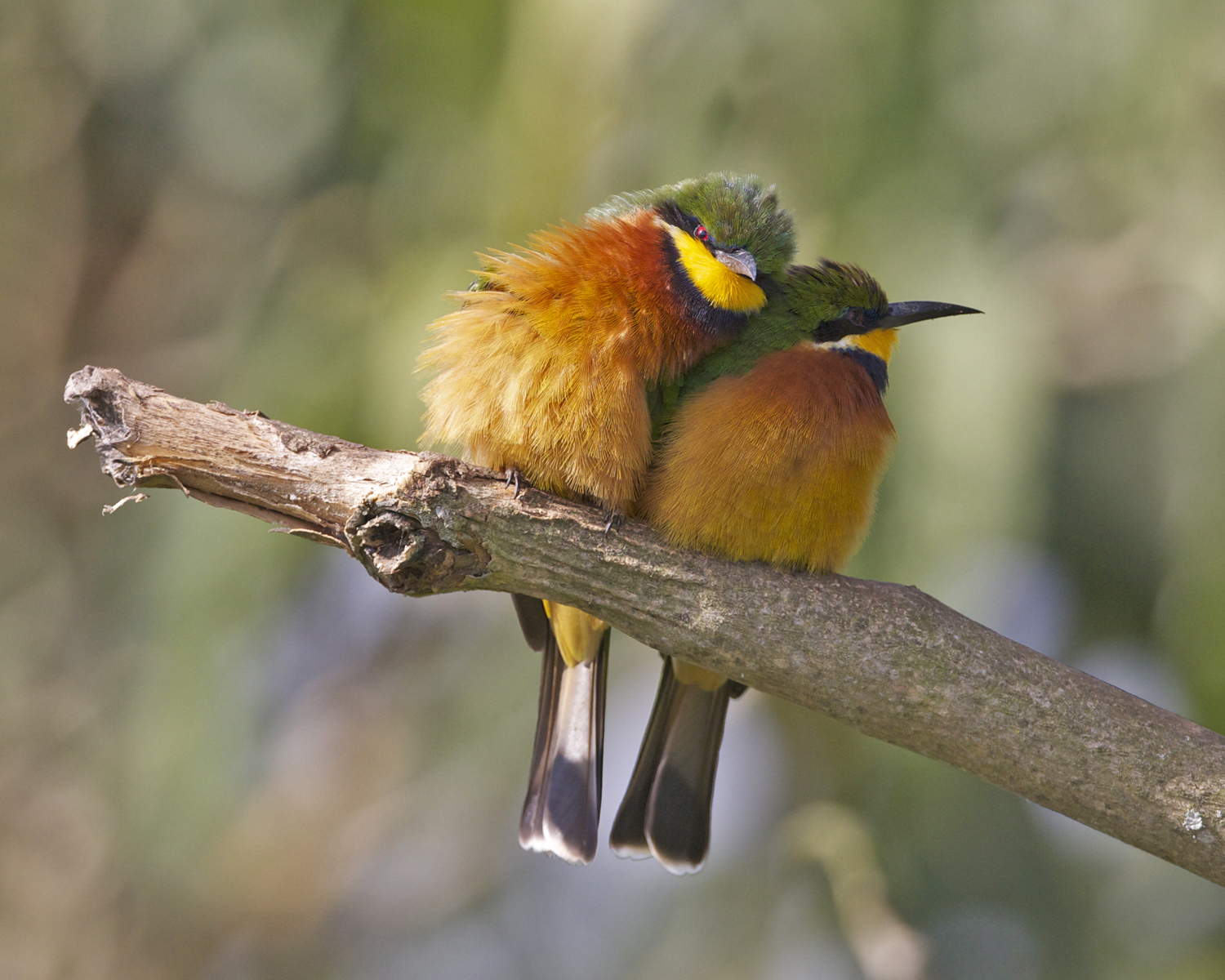
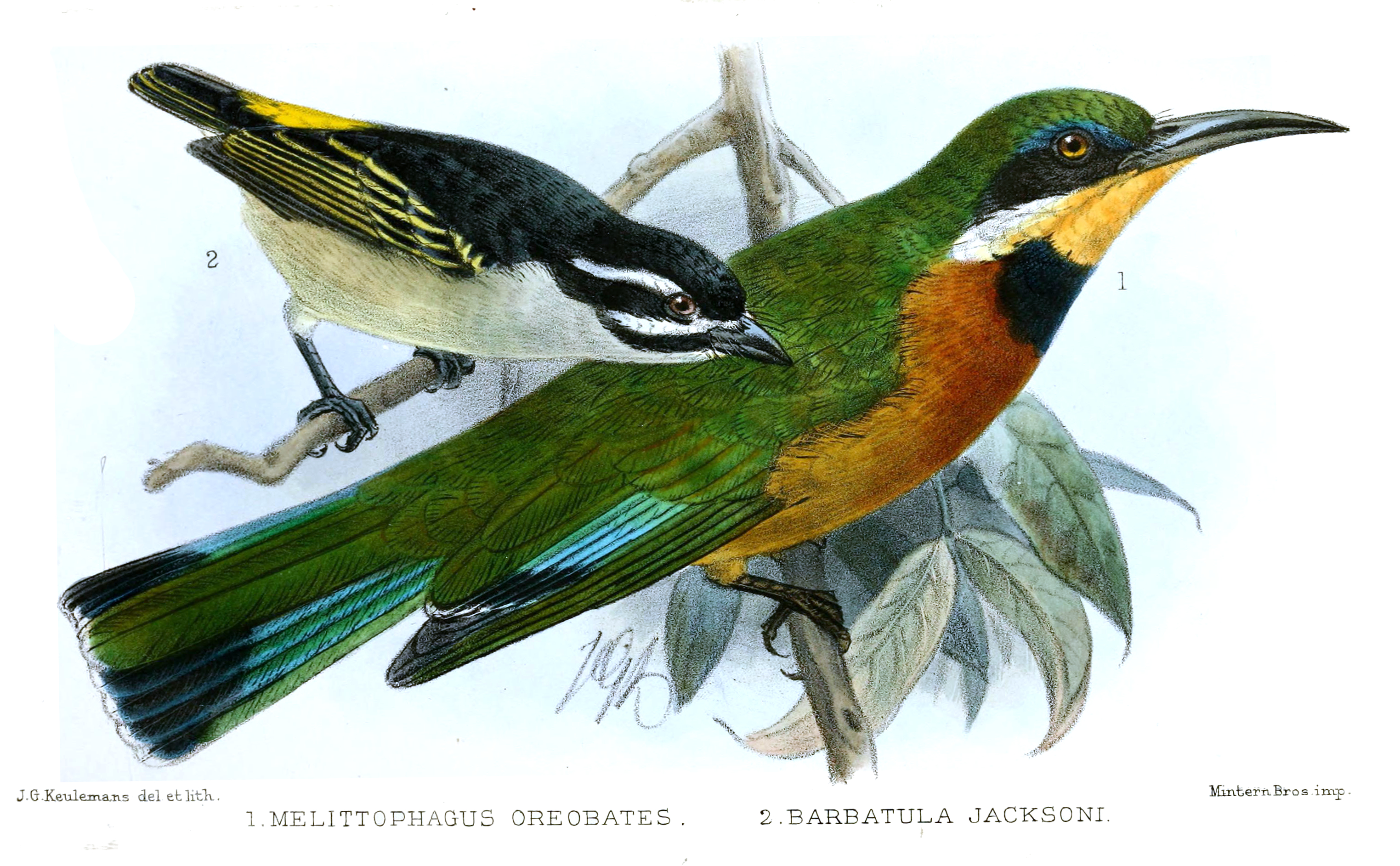